# 時尚王 (電影)
《時尚王》（： Pae syeon wang），是2014年11月6日上映的韓國電影，內容講述一名打扮老土的男生追尋時尚夢想的故事，改變自同名網絡漫畫，由《分手合約》吳基煥導演執導，新晉作家尹仁原執筆。

## 故事大綱
主角吳啟明原本在釜山的一間學校就讀高中，但他的造型老土及懦弱，經常被同班同學欺負及取笑，後轉學到首爾江南區的一間高中繼續升學後，遇到了心目中的女神朴惠珍，從此對他一見鍾情，但他在尾隨她時遇到了同樣鍾情於她、高大帥氣的模特高中生金元浩，他從此立定志向要改變自己的造型去結識惠珍。當啟明在網上商店遇見了一件減價到40萬元的名牌羽絨時，便請求母親給他買這件衫，但她的母親卻沒有拒絕他這個甚為龐大的請求，因而開展他成為時尚王的路。
在購入羽絨後，他在回校時於一名著着同樣的羽絨的男生昌洙，他抓著啟明到網店的實物擺放場向店主金南政討價還價，原因乃是他們被南政以不良銷售手法騙下了這件冒牌羽絨。而啟明在意志堅強下，堅持向南政請求時尚的品味，令南政收他們兩人為徒，亦教了他們「品牌並不重要，信念才是最重要」與他一起尋找時尚。在高中開學第一日，時尚比賽是每年的盛事，學生會穿著最時髦的衣服回校比拼。正當全校第一名的郭恩靜以慣常的恐怖樣貌出現後，接著是啟明首次脫離恐怖外貌的形象現身，結果令學校的女性皆為之心動，惠珍亦邀啟明到她的生日派對上慶祝。在元浩的眼中，啟明正奪去他原本理所當然地擁有的一切，因而在眼中開始有了怨恨和嫉妒，從而將啟明過往被同學欺負的影片傳給各同學，亦令惠珍離開了她。更甚，他召喚警察掃蕩南政的衣服倉庫，令他的衣服被全數沒收。
在這次經歷後，啟明接近時尚王的路越來越近，但突如其來的打擊，讓他的身邊只剩下恩靜、昌洙、南政和媽媽四人。這時，他決定不逃避過往的傷痛，參加全國性的比賽，與元浩決戰。當啟明在不同難關上艱苦地通過不同考驗後，最後兩強與死敵元浩比試。在這時，朴惠珍又再對煥然一新的啟明心動，但啟明已移情至一直暗戀他，對他不離不棄的恩靜。在最後的對決，元浩嘗試以金錢利誘、威脅家人等方法，皆不能改變啟明的信念，在最後關頭，元浩找人去搶去他的參賽衣服、把啟明痛毆一頓，務求令他無法參賽。這時，啟明只剩下一張10000元紙幣，亦以充滿傷痕的造型上台。

## 人物
| 演員   | 角色   | 介紹                                                                                             |
| 周 元  | 吳啟明 | 從釜山來的老土青年，在學校過著被欺凌的生活。來到首爾後，因一次偶然的機會變得時尚，改變他的一生。 |
| 安宰賢 | 金元浩 | 高中模特兒，擁有帥氣的外貌、時尚觸覺敏銳，是學校的風頭躉，媒體的寵兒。                           |
| 崔真理 | 郭恩靜 | 學業優才生，但時尚觸覺等於零，從啟明在釜山的時代開始，已對他有著默默的愛意。                     |
| 朴世榮 | 朴惠珍 | 高中裏的女神，擁有令無數學生傾倒的美麗外貌。                                                     |
| 金盛吳 | 金南政 | 網上衣服店主，在平民的身份上，擁有對時尚的獨特看法，亦是他改變啟明一生的重要信念。               |
| 李壹花 | -      | 啟明的母親，無論他想幹甚麼也對他不離不棄。                                                       |
| 申柱煥 | 昌洙   | 啟明的朋友。                                                                                     |
| 林珍兒 | 金海娜 | 客串                                                                                             |